# William F. Claxton
William Francis Claxton (* 22. Oktober 1914 in Los Angeles County, Vereinigte Staaten; † 11. Februar 1996 in Santa Monica, Kalifornien) war ein US-amerikanischer Schnittmeister, Filmregisseur und Filmproduzent.

## Leben und Wirken
Claxton begann seine filmische Laufbahn nach einer Ausbildung am Schneidetisch Ende der 1930er Jahre als Schnittassistent. 1940 wurde er von der kleinen Firma Edward Small Productions als Schnittmeister eingestellt und blieb diesem Beruf bis zum Ende desselben Jahrzehnts treu. Nach seinem ersten Regie-Versuch 1948 konzentrierte sich der gebürtige Kalifornier mit Beginn der 1950er Jahre ganz auf die Filmregie, musste sich aber seine gesamte Karriere ausschließlich mit der Herstellung (Regie bzw. Produktion) von B-Kinoproduktionen und mit Aufträgen für Fernsehserien begnügen.
Claxton galt als Fließbandarbeiter, von Anbeginn war das Western-Genre sein bevorzugtes Arbeitsfeld. Einige seiner Inszenierungen haben große Popularität errungen, darunter die Westernserien Yancy Derringer, High Chaparral, Bonanza, Die Cowboys und Unsere kleine Farm. Claxton inszenierte aber auch mehrere Episoden der Tanz-Serie Fame – Der Weg zum Ruhm und zwei Folgen von Ein Engel auf Erden mit Bonanza- und Farm-Star Michael Landon. Mit der Einzelproduktion Bonanza – Die nächste Generation (Bonanza: The Next Generation) beendete William F. Claxton 1987 seine Karriere.

## Filmografie
Als Schnittmeister
- 1940: Im Tal des Schreckens (Kit Carson)
- 1941: Cheers for Miss Bishop
- 1941: International Lady
- 1941: Blutrache (The Corsican Brothers)
- 1942: Friendly Enemies
- 1943: Let’s Have Fun
- 1943: Saddle and Sagebrush
- 1946: Rendezvous 24
- 1946: Strange Journey
- 1946: Dangerous Millions
- 1947: Jewels of Brandenburg
- 1947: The Crimson Key
- 1948: Fighting Back
- 1948: Night Wind
- 1949: Miss Mink of 1949
- 1950: The Golden Gloves Story
- 1951: Home Town Story
- 1951: All That I Have

Als Regisseur, wenn nicht anders angegeben
- 1948: Half Past Midnight
- 1949: Tucson
- 1951: All That I Have
- 1954: Fangs of the Wild
- 1954–55: The Whistler (TV-Serie)
- 1956: Im Lande Zorros (Stagecoach to Fury)
- 1956: The Quiet Gun
- 1957: Young and Dangerous (auch Produktion)
- 1957: Rockabilly Baby (auch Produktion)
- 1958: Teenage Challenge (Kurzfilm)
- 1958–59: Yancy Derringer (Fernsehserie)
- 1959: Law of the Plainsman
- 1960: Begierde im Staub (Desire in the Dust, auch Produktion)
- 1961: Wells Fargo (TV-Serie)
- 1960–62: Westlich von Santa Fe (The Rifleman, TV-Serie)
- 1960–62: Unglaubliche Geschichten (Twilight Zone, TV-Serie)
- 1963: Das Gesetz der Gesetzlosen (The Law of the Lawless)
- 1963: Postkutsche nach Thunder Rock (Stage to Thunder Rock)
- 1964: A Letter to Nancy
- 1967–69: High Chaparral (TV-Serie, auch Produktion)
- 1962–73: Bonanza (Fernsehserie)
- 1972: Rabbits (Night of the Lepus)
- 1974: Die Cowboys (The Cowboys, Fernsehserie)
- 1975: Bumpers Revier (The Blue Knight, Fernsehserie)
- 1974–81: Unsere kleine Farm (Little House on the Prairie, auch Produktion)
- 1981–82: Father Murphy (TV-Serie)
- 1983–84: Fame – Der Weg zum Ruhm (Fame, Fernsehserie)
- 1985: Ein Engel auf Erden (Highway to Heaven, Fernsehserie, zwei Folgen)
- 1985: The Canterville Ghost
- 1988: Bonanza – Die nächste Generation (Bonanza: The Next Generation) (auch Co-Herstellungsleitung)